# Галан, Хосе Антонио
Хосе Антонио Галан (исп. José Antonio Galán; 1749, Сантандер, Республика Новая Гранада — 1 февраля 1782, Богота) — руководитель антииспанского восстания комунерос 1781 года в Новой Гранаде (сейчас Колумбии). Национальный герой Колумбии.

## Биография

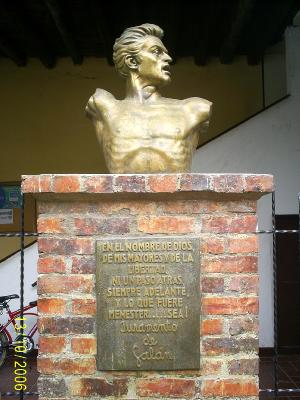
Бюст Хосе Антонио Галана

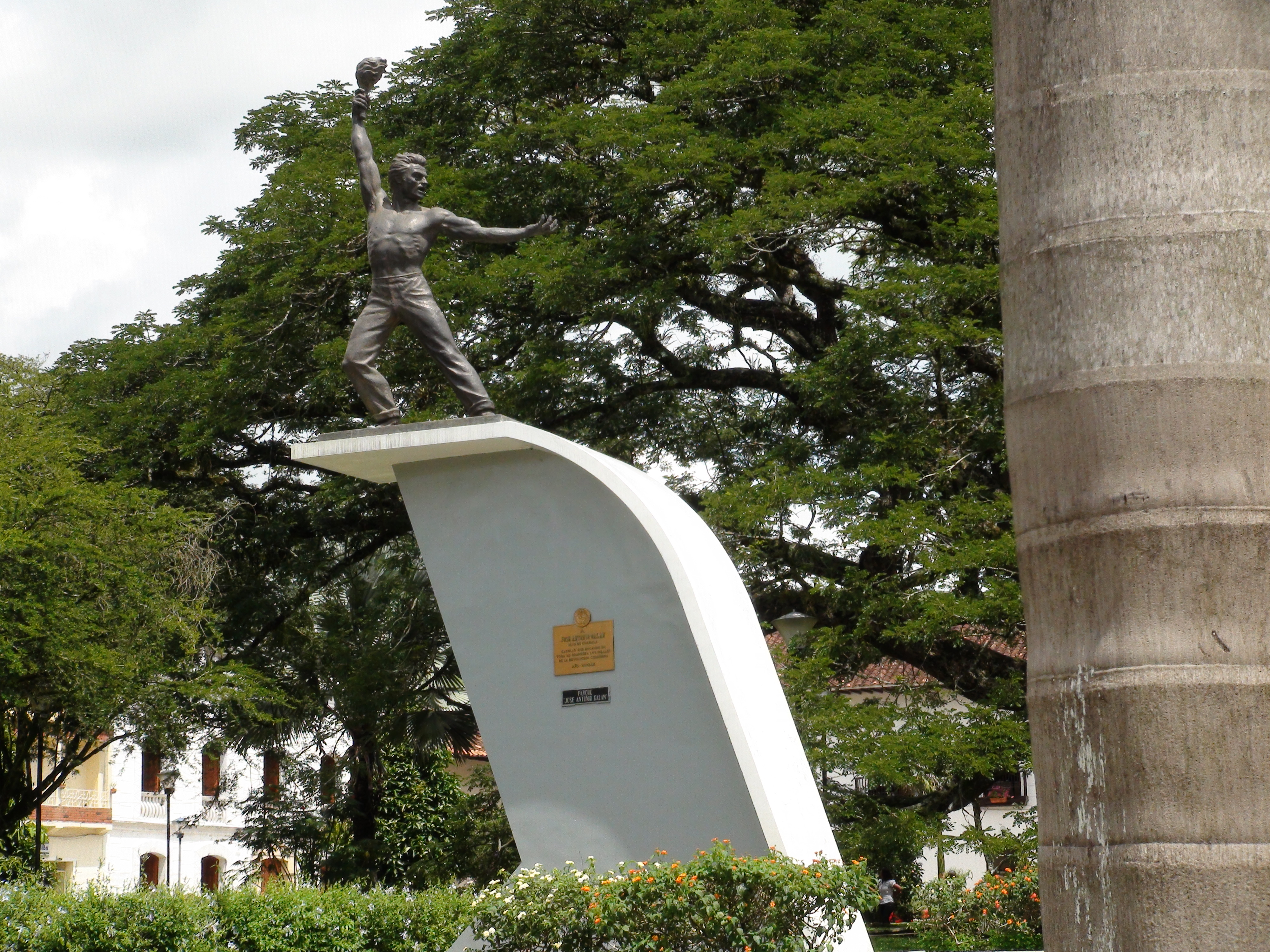
Памятник Хосе Антонио Галану

Метис. Скромного происхождения. Грамоте не был обучен, умел лишь подписываться. Почти всю свою жизнь работал подёнщиком, собственной землёй не владел. До 1754 года о его жизни почти ничего неизвестно; только то, что он женился и был призван властями на военную службу в Картахенском полку.
Военные действия, которые Испанская империя вела в XVIII веке как в Европе, так и в других частях света, требовали большого количества денег и ресурсов, что привело к увеличению налогов для людей, живущих в колониях. Новый жёсткий режим налогообложения (введённый и поддержанный генеральным инспектором Хуаном Франсиско Гутьерресом де Пиньересом и ратифицированный вице-королем и архиепископом Антонио Кабальеро-и-Гонгорой) включал в себя повышение налога алькабала, налоги на потребление агуардиенте и табака, налоги на ввоз товаров и налог с продаж.
В 1781 году Галан объявил туземцев свободными от податей и возглавил восстание, командуя отрядом численностью от 200 до 400 человек, вооруженных пиками, мечами, копьями, мачете и небольшим количеством огнестрельного оружия. В отряд Галана входили его братья Иларио и Непомусено. Среди повстанцев были женщины (в том числе Мануэла Бельтран), касик Амбросио Писко из района Санта-Фе-де-Богота, рабочие с соляных копей Сипакиры и Немокона и крестьяне из городов Симакота и Моготес. В своей кампании Галан также выступал за освобождение чёрных рабов.  
В Мариките Галану сообщили о содержании капитуляций Сипакиры из 33 пунктов, но он понял, что принятие их властями — лишь обманный ход и решил продолжить восстание. Он не возлагал никаких надежд на действия архиепископа Антонио Кабальеро-и-Гонгора, предложившего перемирие. Галан повернул отряд в сторону северных провинций и вскоре собирался сконцентрировать силы для наступления на столицу. Однако накануне, 13 октября 1781 года, они с товарищами были схвачены. Ни один кузнец не согласился клепать на них кандалы. 
После подавления мятежа был 30 января 1782 года приговорён и затем казнён испанцами на главной площади Боготы.

## Память
- Его именем назван ряд учебных заведений по всей стране.
- Установлены несколько памятников в Колумбии.
- Изображение Хосе Антонио Галана помещено на купюре достоинством в 1000 колумбийских песо (1979).